# ریکو (دهانه)
ریکو یک دهانه برخوردی در ماه‌ است.